# Оппа (епископ Эльче)
Оппа (Эппа; лат. Oppa или Eppa; умер не ранее 693) — епископ Эльче в конце VII века.

## Биография
О происхождении и ранних годах жизни Оппы сведений в средневековых исторических источниках не сохранилось. Единственное известное свидетельство о нём в современных ему документах относится к 693 году. Тогда вместе с другими иерархами Вестготского королевства он участвовал в Шестнадцатом Толедском соборе. На этом созванном по повелению короля Эгики собрании, среди прочего, были осуждены участники мятежа Сунифреда.
В списках глав епископской кафедры в Эльче Оппа упоминается как преемник Эммилы, единственное упоминание о котором датировано 688 годом. Среди подписавших акты Шестнадцатого Толедского собора имя Оппы стоит двадцать третьим. Так как тогда иерархи подписывали подобные документы в порядке продолжительности своего нахождения во главе епархий, предполагается, что Оппа получил сан епископа незадолго до этого синода: возможно, около 691 года. Оппа — последний известный епископ Эльче вестготского периода истории Испании. Возможно, после арабского завоевания Пиренейского полуострова местная епархия всё ещё продолжала существовать, так как находилась во владениях заключившего договор с маврами военачальника Теодомира. Однако о преемниках Оппы ничего не известно до 862 года, когда в одном из документов был упомянут епископ Эльче Теудогут.
Некоторые медиевисты отождествляют епископа Эльче Оппу с двумя его тёзками, жившими в конце VII века — начале VIII века: одноимённым епископом Туя и одноимённым епископом Севильи. Первый — участник Тринадцатого Толедского собора 683 года; второй — сын одного из вестготских королей (скорее всего Эгики, но также возможно, что и Витицы) и активный участник событий времён арабского завоевания Пиренейского полуострова. По мнению А. Исла Фреза, Оппа — один из членов вестготской королевской семьи — с юности был посвящён в духовный сан и сначала назначен епископом Туя, а затем в целях политической целесообразности переводился с менее важных на более важные для вестготских монархов епископские кафедры, пока не достиг сана главы Севильской епархии. Однако такое отождествление оспаривается другими историками. В том числе, ими указывается, что практика перехода вестготских епископов из одной епархии в другую противоречила церковным канонам и стала распространённой только в результате одобрения её Шестнадцатым Толедским собором. Поэтому отождествление епископа Туя и его более поздних тёзок, вряд ли возможно. По мнению Р. Коллинза, Оппа, сын короля вестготов и глава Севильской епархии, мог быть тождественен только епископу Эльче.